# Hugo Zetterberg
Hugo Zetterberg, född den 4 mars 1863 i Uddevalla, död den 13 januari 1931 i Jönköping, var en svensk jurist. Han var far till Herman Zetterberg. 
Zetterberg blev student vid Uppsala universitet 1881 och avlade juris utriusque kandidatexamen där 1888. Han blev extra ordinarie notarie i Göta hovrätt sistnämnda år, vice häradshövding 1891, tillförordnad fiskal i Göta hovrätt 1893, adjungerad ledamot där 1897, ordinarie fiskal 1898, assessor 1899, hovrättsråd 1909 och divisionsordförande 1924. Zetterberg blev riddare av Nordstjärneorden 1910 och kommendör av andra klassen av samma orden 1922. Han vilar på Norra kyrkogården i Uddevalla. 